# Adesmia inflexa
Adesmia inflexa är en ärtväxtart. Adesmia inflexa ingår i släktet Adesmia och familjen ärtväxter.

## Underarter
Arten delas in i följande underarter:
- A. i. brevisetosa
- A. i. inflexa
- A. i. sericeophylla
- A. i. tenuispina
- A. i. viscidisepala